# Pygocoelis africanus
Pygocoelis africanus är en skalbaggsart som först beskrevs av Lewis 1895.  Pygocoelis africanus ingår i släktet Pygocoelis och familjen stumpbaggar. Inga underarter finns listade i Catalogue of Life.